# Галицкая (Ивановская область)
Галицкая — деревня в Кинешемском районе Ивановской области России. Входит в состав Шилекшинского сельского поселения.

## География
Деревня расположена в северо-восточной части Ивановской области, в зоне хвойно-широколиственных лесов, в пределах северо-восточной части Среднерусской возвышенности, на правом берегу реки Леднёвки, на расстоянии примерно 27 километров (по прямой) к юго-востоку от города Кинешмы, административного центра района. Абсолютная высота — 115 метров над уровнем моря.

### Климат
Климат характеризуется как умеренно континентальный, с холодной многоснежной зимой и умеренно жарким влажным летом. Среднегодовая температура воздуха — 3,1 °C. Средняя температура воздуха самого холодного месяца (января) — −11,7 °C (абсолютный минимум — −45 °C), средняя температура самого тёплого (июля) — 18,2 °С (абсолютный максимум — 38 °C). Период с температурой воздуха выше 10 °C длится около 122 дней. Годовое количество атмосферных осадков — 595 мм, из которых 402 мм выпадает в период с апреля по октябрь.

### Часовой пояс
Деревня Галицкая, как и вся Ивановская область, находится в часовой зоне МСК (московское время). Смещение применяемого времени относительно UTC составляет +3:00.

## Население
| 2010 |
| ---- |
| 18   |

### Национальный состав
Согласно результатам переписи 2002 года, в национальной структуре населения русские составляли 100 % из 37 чел.